# Emballonura alecto
Emballonura alecto là một loài động vật có vú trong họ Dơi bao, bộ Dơi. Loài này được Eydoux & Gervais mô tả năm 1836.